# Отношения ДР Конго и Турции
Отношения Демократической Республики Конго и Турции — двусторонние дипломатические отношения между Демократической Республикой Конго и Турцией.

## История
Изначально Турция поддержала обещания короля Бельгии Леопольда II «цивилизовать» Конго и после Берлинской конференции 1885 года признала Свободное государство Конго. Ситуация быстро изменилась после общественного протеста в Турции и других странах по поводу жестоких трудовых норм и зверств, совершённых бельгийцами против конголезцев, живших в унизительно строгой системе сегрегации. С 1885 по 1908 года Леопольд II продолжал лично владеть Свободным государством Конго.
После обретения независимости Турция была одной из первых, кто установил дипломатические отношения с ДР Конго.
Турция, в основном через «Турецкое агентство по сотрудничеству и координации» (TİKA), запустила множество программ экономической помощи на сумму 137 млн $ в течение следующих 30 лет.
Несмотря на свою позицию против государственных переворотов, Турция 24 ноября 1965 года быстро признала правительство Мобуту Сесе Секо вслед за США. Отношения ухудшились, когда Мобуту разорвал дипломатические отношения с Израилем в 1973 году. Несмотря на недружественные отношения в то время, оба правительства продолжали поддерживать Национальный фронт освобождения Анголы и Национальный союз за полную независимость Анголы против Народного движение за освобождение Анголы. В 2000-х годах отношения между странами резко улучшились.

## Визиты
14—16 марта 2010 года президент Турции Абдуллах Гюль посетил ДРК с официальным визитом. Этот визит стал первым в истории президентским визитом между двумя странами. Первая встреча политических консультаций между министерствами иностранных дел двух стран прошла в Киншасе 4 марта 2014 года. Второй раунд переговоров состоялся в Анкаре 16 февраля 2016 года.
22—25 ноября 2017 года министр иностранных дел ДРК Леонар Ше Окитунду посетил Анкару с официальным визитом.
В 2018 году состоялись два визита на высоком уровне из ДРК в Турцию. 9 июля глава МИД ДРК Леонар Ше Окитунду присутствовал на церемонии инаугурации Реджепа Тайипа Эрдогана. 29 октября заместитель премьер-министра, министр транспорта и коммуникаций ДРК Е. Хосе Макила был среди высоких гостей церемонии открытия аэропорта Стамбула.

## Экономические отношения
Объём торговли между двумя странами в 2015 году составил 163 млн $, в 2016 году — 60 млн $, в 2019 году — 54,7 млн $. Турция в основном импортирует медь, каучук, изделия из дерева и домашний скот из ДРК.
В 2009 году первое заседание Совместной экономической комиссии (JEC) состоялось в Анкаре.
С 2014 года из Стамбула в Киншасу Turkish Airlines совершает ежедневные прямые рейсы.
2—3 ноября 2016 года Демократическая Республика Конго приняла участие в Экономическом и деловом форуме «Турция-Африка», проходившем в Стамбуле, с делегацией, возглавляемой Модесте Бахати Луквебо, бывшим министром экономики. 6 июня 2016 года Совет по внешнеэкономическим связям (DEİK) Турции и Федерация конголезских компаний (FEC) подписали Меморандум о взаимопонимании относительно создания Делового совета «Турция — ДРК» в Киншасе.
Турецкий фонд «Маариф» управляет школами в Демократической Республике Конго.

## Дипломатические представительства
Посольство Турции в Киншасе существует с 1974 года, а ДР Конго открыла своё посольство в Анкаре в 2011 году.